# Глоговец (Словаччина)
Глоговець (словац. Hlohovec, нім. Freistadt[l] an der Waag, угор. Galgóc), інколи Глодовець — місто в західній Словаччині, у Трнавському краї на річці Ваг. Адміністративний центр однойменного округу Глоговец. Населення міста становить 22 232 особи (31.12.2010).

## Назва
Назва походить від старослов'янського слова *glogovec, що позначає місцевість, що сильно заросла глодовими кущами (словац. hloh – глід, глодовий кущ). Угорська назва є запозиченням зі словацької мови, здійсненим ще до того, як у останній відбулася фонологічна заміна g на h (тобто, ґ на г).

## Географія
Місто розташоване на річці Ваг — лівій притоці Дунаю, біля підніжжя Поважського Іновця, у центрально-східній частині Трнавського краю. Воно лежить за 17 км на північний-схід від крайового центру, міста Трнава і за 60 км на північний схід від столиці країни — Братислави.

## Історія

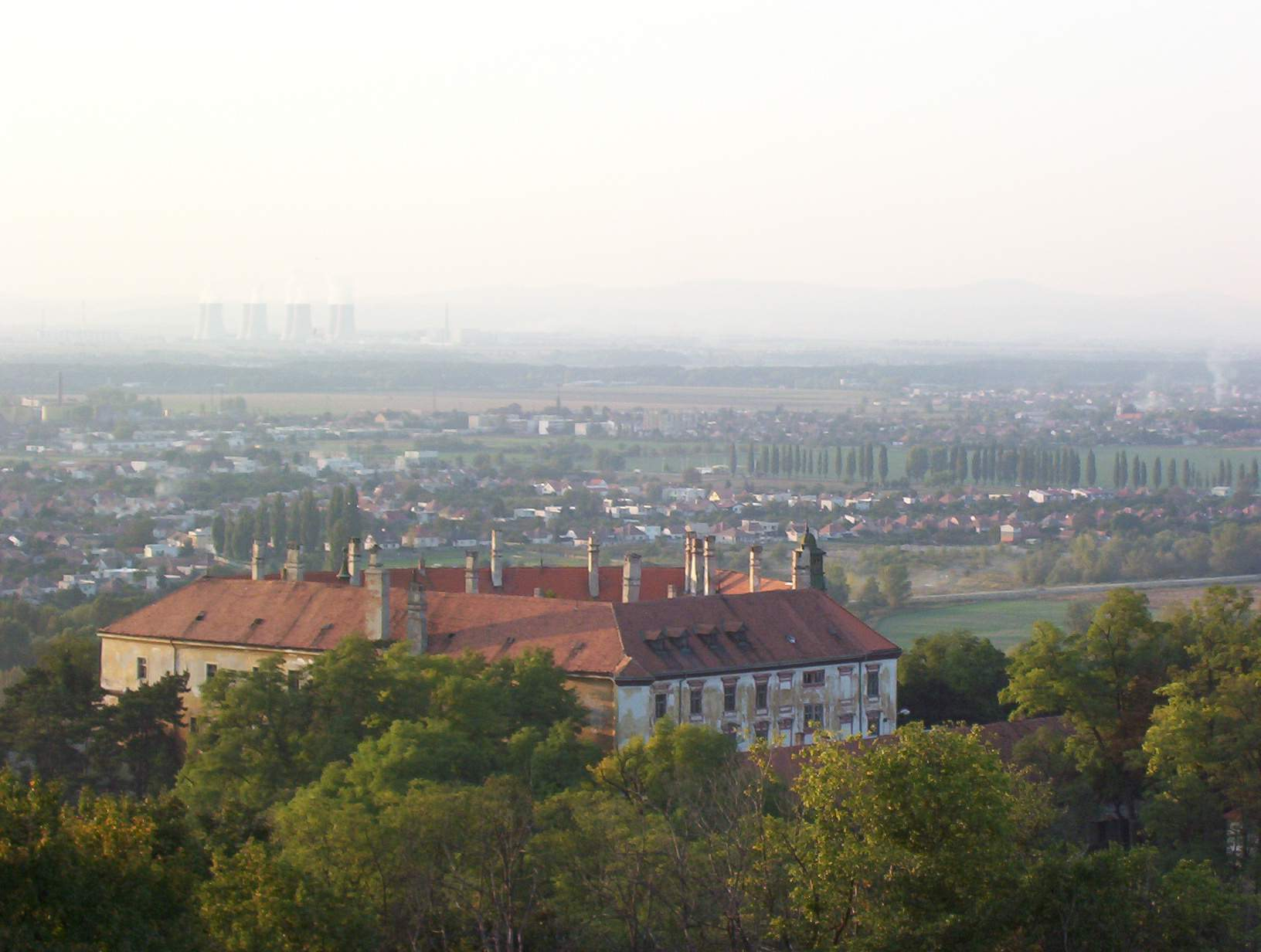
Глоговецький Замок

Археологічні знахідки показують, що територія міста була заселена в добу палеоліту.
Перша письмова згадка датується 1113 роком, у документі Зоборського абатства вказано поселення і замок Глоговец. В документі від 1247 року згадується державне поселення, що розкинулося по обидві сторони річки Ваг. Під час татарської навали (1241—1242) років поселення було знищено, але в вже у 1275 році, у документі короля Владислава IV, вказано, що поселення мало два ринки, що свідчило про значний розвиток.
У 1362 році король Людвіг I надає поселенню привілеї міста: по торгівлі і самоврядуванню.
XVI XVII століття ознаменоване боротьбою мешканців проти панування Габсбургів і турецького вторгнення і окупації. У 1599 році турецька армія проходила через місто і завдали йому значної шкоди. 12 листопада 1663 року турецька армія захопила місто і навколишні села. Після поразки турків під Віднем в 1683 році, закінчився період турецької окупації.

## Населення
| Рік:            | 1994.  | 2004.   | 2014.   | 2024.    |
| --------------- | ------ | ------- | ------- | -------- |
| Кількість осіб: | 24 054 | 23 151  | 22 264  | 19 458   |
| Різниця:        |        | -3,75 % | -3,83 % | -12,60 % |

| Рік:            | 2023.  | 2024.   |
| --------------- | ------ | ------- |
| Кількість осіб: | 19 774 | 19 458  |
| Різниця:        |        | -1,59 % |

## Визначні пам'ятки
- Глоговецький Замок
- Костел «Святого Михайла»
- Монастир францисканців
- Імперський театр
- Заповідник Сорош

## Особистості
- Людвіг ван Бетховен — німецький композитор. Відвідував Глоговец.
- Юрай Павлін Баян (нар. 12 квітня 1721, Врадіште — пом. 15 липня 1792, Скалиця — словацький францисканський ксьондз, органіст, композитор.
- Рудольф Ділонг (нар. 1 серпня 1905, Трстена — пом. 7 квітня 1986, Піттсбург, США) — словацький католицький модерністських поет, католицький священик, член ордена францисканців. Працював у Глоговеці.
- Лудо Зубек (нар. 12 липня 1907, Малацки — пом. 23 червня 1969, Братислава) — словацький письменник, журналіст і перекладач. Працював у Глоговці банківським службовцем.
- Іван Купец (Купош), (нар. 21 жовтня 1922, Глоговец — пом. 15 травня 1997, Братислава) — словацький поет, есеїст і перекладач.
- Іван Летко (нар. 9 грудня 1934, Глоговец) — словацький актор, учитель драми, актор виконавських мистецтв і консерваторії, доцент.
- Іван Штрпка (нар. 30 червня 1944, Глоговец) — словацький поет, прозаїк, автор пісень.
- Ладислав Куна (нар. 4 березня 1947, Глоговец — пом. 1 лютого 2012) — словацький футболіст, президент ФК Спартак (Трнава).
- Річард Мюллер (нар. 6 вересня 1961, Глоговец) — словацький співак і музикант, піонер електронної поп-музики у Словаччині.

## Міста-партнери
- Де-Панне, Бельгія
- Граніце-на-Мораві, Чехія
- Словенске-Коньїце, Словенія